# 坑口駅 (広州市)
坑口駅（こうこう-えき）は、中華人民共和国広東省広州市茘湾区に位置する広州地下鉄1号線の駅である。

## 駅構造
相対式ホーム2面2線を有する地上駅。
| 2階  | コンコース                   | 改札口、自動券売機、サービスセンター、駅商店、駅警備室、セキュリティ |                              |
| 地面 | 相対式ホーム、右側の扉が開く | 相対式ホーム、右側の扉が開く                                         | 相対式ホーム、右側の扉が開く |
|      | 2番線                        | 1号線 西塱へ（西塱方面）                                             |                              |
|      | 1番線                        | 1号線 花地湾へ（広州東駅方面）                                       |                              |
|      | 相対式ホーム、右側の扉が開く |                                                                      |                              |

## 駅周辺
- 芳村客运站
- 坑口小学
- 坑口工業区
- 芳村金融大厦
- 区交通局

## 歴史
- 1997年6月28日 - 1号線西朗駅～黄沙駅間開通により、開業[1]。

## 隣の駅
広州地下鉄
■1号線
西塱駅 101 - 坑口駅 102 - 花地湾駅 103